# フェリーツェ・バウアー

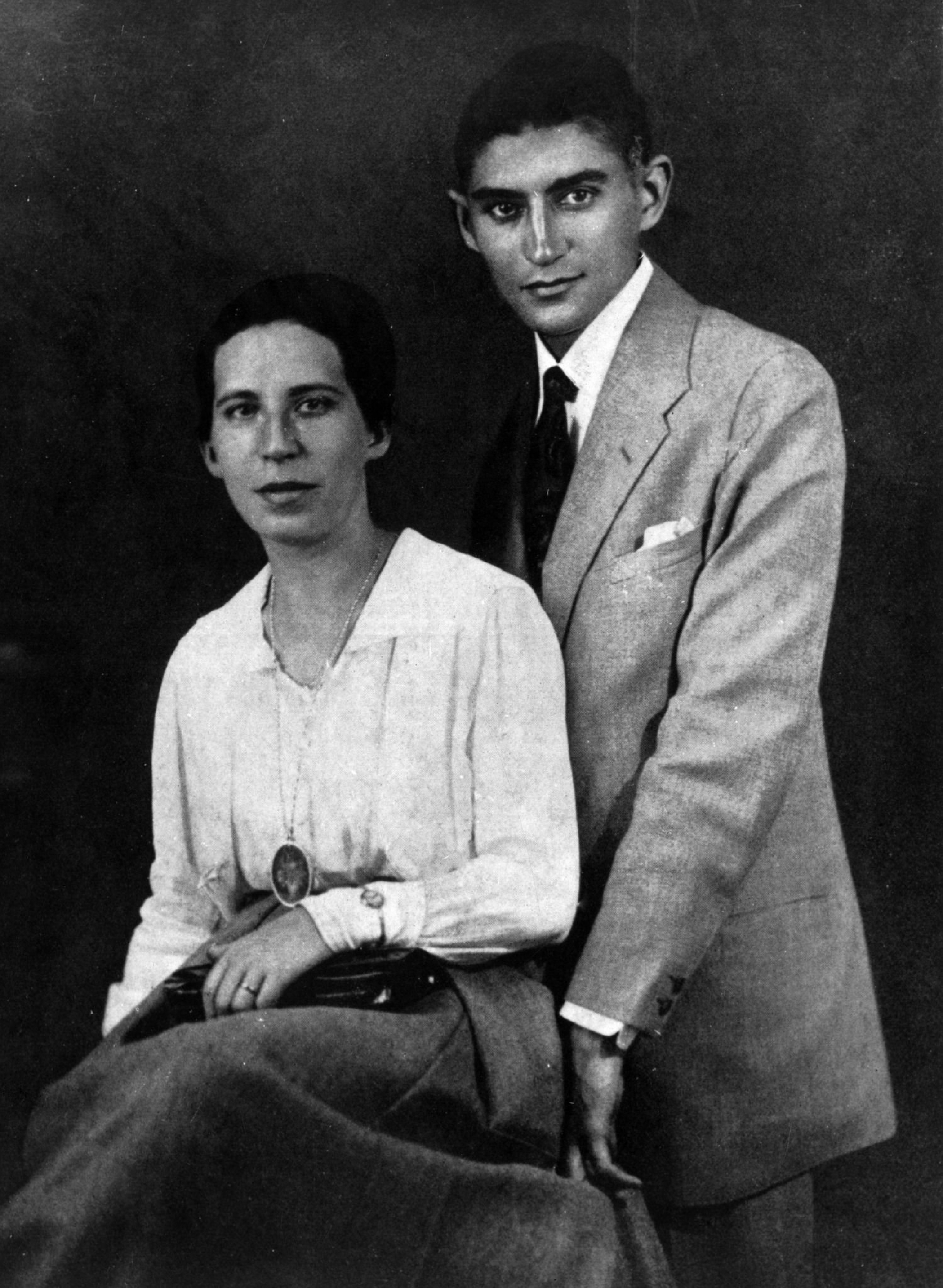
フェリーツェ・バウアー

フェリーツェ・バウアー（Felice Bauer、1887年11月18日 - 1960年10月15日）は、シレジア出身のユダヤ人女性。作家フランツ・カフカの婚約者であった。

## 生涯
当時オーストリア＝ハンガリー帝国に属していた上部シレジアのノイシュタット（プルドニク）に生まれる。5人兄妹の三女であった。1899年、一家で上部シレジアからベルリンに移り、父はここで保険職員として働き始めた。しかし1904年から6年あまりの間両親が別居していたため、フェリーツェは高校卒業後すぐに働きに出て母を養わなければならなくなった。
フェリーツェは速記を習い、まずレコード会社に就職、1909年よりベルリンのリントシュトレーム社でパルログラフ（口述筆記機械）などを扱う販売員となった。1912年の8月13日、フェリーツェはブダペストに住む姉のエリーゼを訪ねる途中、プラハに滞在していたマックス・ブロートの家を訪れる（ブロートの姉がフェリーツェの従兄弟と結婚していたことから2人は親類関係にあった）。この時ブロートの友人であったフランツ・カフカもブロートを訪問しており、2人は初めて顔を合わせた。カフカはこのときの印象を1週間後の8月20日付の日記に次のように記している。「ほとんど潰れた鼻。ブロンドの、やや剛い、魅力のない髪。がっしりした顎。腰を下ろしながら彼女を始めて前よりもよく見たが、坐っているとき、もう揺るがしがたい判断（Urteil）を下していた」（新潮社『決定版カフカ全集』7巻、206頁）。
それから約一ヶ月後、カフカはフェリーツェのもとに手紙を送り、10月より活発な文通が始められた。翌1913年にはカフカが休暇中、ベルリンのフェリーツェの元を訪れるようになり、1914年6月1日に正式に婚約が交わされた。しかしカフカは結婚生活が小説執筆の妨げになることを恐れるようになり、同年7月12日、ベルリンのホテル「アスカニッシャー・ホーフ」の一室で両者の友人を交えて話し合いをした後、婚約を解消した。婚約解消した後も2人は会っており、第一次大戦中に再び仲が近づいた。1917年7月、二度目の婚約を行う。戦争が終わったらすぐに結婚してベルリンに住むつもりであった。しかし間もなくカフカが結核にかかり喀血、このためカフカから申し出て再び婚約を解消した。
カフカとの関係が終結した後、フェリーツェは1919年3月に14歳年上の銀行家モーリツ・マラッセと結婚し、後2人の子供をもうけた。1931年に一家でスイスに移り、1936年にアメリカ合衆国へ移住。フェリーツェは1960年にこの地で生涯を終えた。彼女はカフカとの関係が終わって後も彼から送られた500通もの手紙を保管しており、この手紙はのちに『フェリーツェへの手紙』として刊行されている。
なお歌手アダム・グリーン（Adam Green）は、彼女の曾孫に当たる。

## 関連書籍
- 『カフカ全集 10-11 フェリーツェへの手紙』城山良彦訳 新潮社、1981
- エリアス・カネッティ『もう一つの審判 カフカの『フェリーツェへの手紙』』小松太郎,竹内豊治訳 法政大学出版局 1971